# Публий Пазидиен Фирм
Публий Пазидиен Фирм (на латински: Publius Pasidienus Firmus) e политик и сенатор на Римската империя през 1 век.
През 45 – 47 г. император Клавдий го изпраща като проконсул на провинция Витиния и Понт. През май и юни 65 г. по времето на Нерон е суфектконсул на мястото на редовния консул Марк Юлий Вестин Атик заедно с Авъл Лициний Нерва Силиан.
Неговият син Луций Пазидиен Фирм е суфектконсул през 75 г.